# Astragalus viridis
Astragalus viridis är en ärtväxtart som beskrevs av Aleksandr Andrejevitj Bunge. Astragalus viridis ingår i släktet vedlar, och familjen ärtväxter. Inga underarter finns listade i Catalogue of Life.